# Ravatita
La ravatita es un mineral de la clase de los minerales compuestos orgánicos. Fue descubierta en 1993 en la localidad de Ravat en la cuenca minera del río Zeravshan, cerca de Dusambé (Tayikistán), siendo nombrada así por esta localidad. Sinónimos poco usados son: IMA1992-019 y "fenantreno natural".

## Características químicas
Es un mineral hidrocarburo, químicamente es fenantreno de origen natural.

## Formación y yacimientos
Se forma en vetas de carbón que se queman a menos de 50-60 °C, apareciendo entonces por sublimación, siendo extraído en las minas de carbón junto a él.
Suele encontrarse asociado a otros minerales como: selenio u otros hidrocarburos.